# Lasiodiamesa
Lasiodiamesa is een muggengeslacht uit de familie van de Dansmuggen (Chironomidae).

## Soorten
- L. arietinus (Coquillett, 1908)
- L. armata Brundin, 1966
- L. bipectinata Saether, 1967
- L. brusti Saether, 1969
- L. gracilis (Kieffer, 1924)
- L. rawsoni Brundin, 1966
- L. sphagnicola (Kieffer, 1925)
- L. tenebrosus (Coquillett, 1905)